# インゲルスハイム (ネッカー)
インゲルスハイム (ドイツ語: Ingersheim) はドイツ連邦共和国バーデン＝ヴュルテンベルク州ルートヴィヒスブルク郡に属す町村（以下、本項では便宜上「町」と記述する）である。この町は、シュトゥットガルト地域（1992年まではミットレラー・ネッカー地域）およびシュトゥットガルト大都市圏周縁地域に含まれる。

## 地理

### 位置
インゲルスハイムは、シュトゥットガルトの北約 20 km（直線距離）のネッカー川西岸に位置している。最低地点はネッカー川沿いの海抜 182 m、最高地点はゲヴァント・ビュルクレの海抜 310 m である。東の町境は、おおむねネッカー川がこれを形成している、北の町境はザーレンヴァルト、西はビーティヒハイムの森沿い、南はブラントホルツである。

### 隣接する市町村
インゲルスハイムに隣接する市町村は、北がヘッシヒハイム、北東がムンデルスハイム、東がプライデルスハイム、南がフライベルク・アム・ネッカー、西がビーティヒハイム＝ビシンゲン、北西がベージヒハイムである。これらはいずれもルートヴィヒスブルク郡に属している。

### 自治体の構成
インゲルスハイムは、かつて独立した町村であったグロースインゲルスハイムとクラインインゲルスハイムからなる。旧自治体グロースインゲルスハイムにはグロースインゲルスハイム集落が、クラインインゲルスハイムにはクラインインゲルスハイム集落、タールホーフ農場、ハウス・クラインインゲルスハイマー・ミューレが属している。

### 土地利用
| 土地用途別面積     | 面積 (km2) | 占有率 |
| ------------------ | ---------- | ------ |
| 住宅地および空き地 | 0.70       | 6.0 %  |
| 産業用地           | 0.18       | 1.6 %  |
| レジャー用地       | 0.11       | 0.9 %  |
| 交通用地           | 0.76       | 6.5 %  |
| 農業用地           | 7.56       | 65.4 % |
| 森林               | 1.27       | 11.0 % |
| 水域               | 0.40       | 3.5 %  |
| その他の用地       | 0.57       | 4.9 %  |
| 合計               | 11.55      |        |

州統計局の2018年12月31日現在のデータによる。

## 歴史

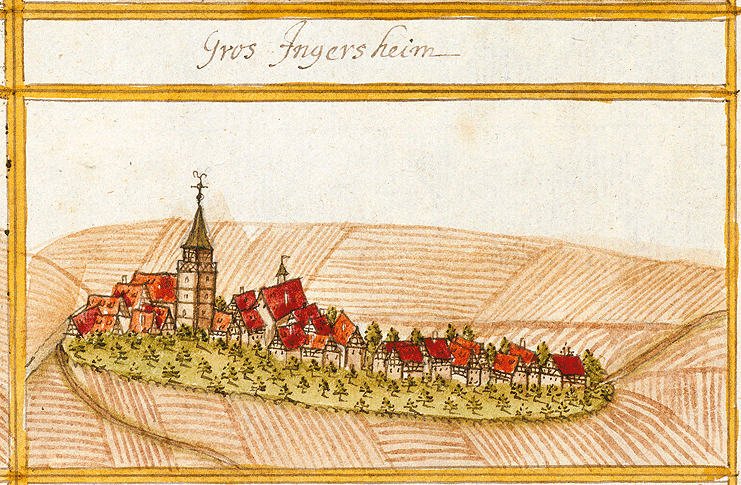
1682年頃にアンドレアス・キーザーによって描かれたグロースインゲルスハイム

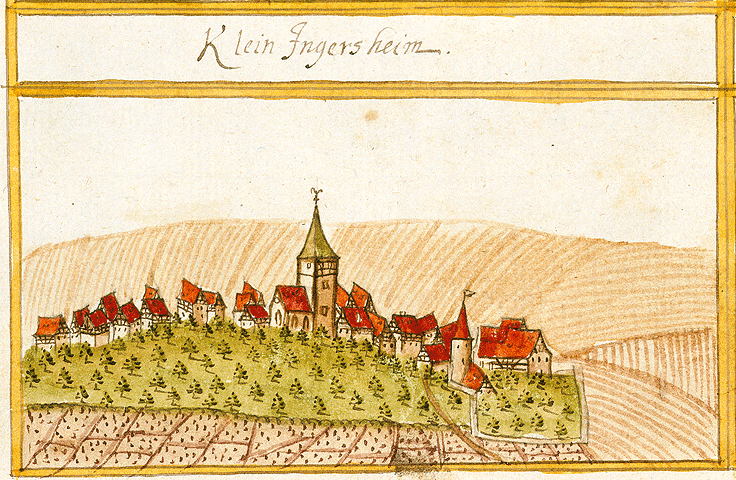
同じくクラインインゲルスハイム

### 中世
インゲルスハイムは、779年にロルシュ修道院の文書（ロルシュ・コデックス）に初めて記録されている。それがグロースインゲルスハイムであるかクラインインゲルスハイムであるかは明らかでないが、おそらくグロースインゲルスハイムであったと推測されている。グロースインゲルスハイムからの出土品は、ここにフランケン＝メロヴィング朝時代の中世初期の集落があったことを示している。中世初期、インゲルスハイムは、裁判所を有するカルフ伯領の主邑であった。
15世紀初めにインゲルスハイムはバーデンの、その後プファルツ選帝侯の支配下に入った。1504年にウルリヒ・フォン・ヴュルテンベルクは、現在の両地区を獲得し、これ以後両地区はヴュルテンベルク領となった。

### 近代
ヴュルテンベルク王国成立後、インゲルスハイムは1810年まではアムト・ビーティヒハイムに、その後はオーバーアムト・ベジヒハイムに属した。1938年、ナチ時代のヴュルテンベルクの地域再編に伴い、1829年に形成されたグロースインゲルスハイムとクラインインゲルスハイムはともにルートヴィヒスブルク郡に編入された。
第二次世界大戦でグロースインゲルスハイムは、1944年12月16日に爆撃により甚大な被害を受け、1945年4月21日にフランス軍に占領された。
現在のインゲルスハイムは、1972年1月1日にそれまで独立した町村であったグロースインゲルスハイムとクラインインゲルスハイムとが合併して成立した。これにより1829年に分割された両「インゲルスハイム」が再び統一されたことになる。

## 住民

### 人口推移
各時点における町域内の人口を以下に示す。数値は、人口調査結果 (*) またはバーデン＝ヴュルテンベルク州統計局の公的研究結果である。数値はこの町を主要な居住地とする人口である。
| 時期            | 人口（人） |
| --------------- | ---------- |
| 1871年12月1日 * | 1,698      |
| 1880年12月1日 * | 1,707      |
| 1890年12月1日 * | 1,631      |
| 1900年12月1日 * | 1,601      |
| 1910年12月1日 * | 1,622      |
| 1925年6月16日 * | 1,710      |
| 1933年6月16日 * | 1,775      |
| 1939年5月17日 * | 1,758      |
| 1950年9月13日 * | 2,361      |
| 1961年6月6日 *  | 2,935      |

| 時期            | 人口（人） |
| --------------- | ---------- |
| 1970年5月27日 * | 3,882      |
| 1980年12月31日  | 4,975      |
| 1987年5月25日 * | 5,074      |
| 1990年12月31日  | 5,141      |
| 1995年12月31日  | 5,378      |
| 2000年12月31日  | 5,899      |
| 2005年12月31日  | 6,025      |
| 2010年12月31日  | 6,023      |
| 2015年12月31日  | 6,193      |

### 宗教
宗教改革以後インゲルスハイムは主にプロテスタントの町である。現在も両地区にはそれぞれ福音主義教会が存在する。カトリック信者は、プライデルスハイムのローマ＝カトリック教会に属している。インゲルスハイムには福音主義＝メソジスト教会もある。新使徒教会もインゲルスハイムに独自の組織を有している。1981年に、それまで独立していた両地区の教会は、グロースインゲルスハイムの新しい教会に統合された。

## 行政

### 議会
インゲルスハイムの町議会は18議席である。議会は選出された名誉職の町議会議員と議長を務める町長からなる。町長は町議会で投票権を有している。

### 町長
- 1945年 - 1964年: カール・ブラウン (SPD)
- 1964年 - 1996年: マルティ・マイアー
- 1996年 - 2020年: フォルカー・ゴーデル (FDP)

### 紋章
図柄は、赤地に銀のロープをつけた銀の錨である。町の旗は白 - 赤である。この町の紋章と旗は1972年12月18日に認可された。
錨は、1829年まで統一された自治体であった両集落の境界石の徴として18世紀から用いられていた。これはネッカー川の航行を表している。その後グロースインゲルスハイムの紋章は「金地に青いロープをつけた青い錨」、クラインインゲルスハイムの紋章は「赤地に銀の錨」でが用いられた。また、クラインインゲルスハイムは1955年6月11日に白 - 赤の配色の旗が認可された。1972年のグロースインゲルスハイムとクラインインゲルスハイムの再統一後、グロースインゲルスハイムのデザインとクラインインゲルスハイムの配色が採用された。

### 姉妹自治体
- インガーサイム（フランス語版、英語版）（フランス、オー＝ラン県）1999年[6]

## 文化と見所

### 建築

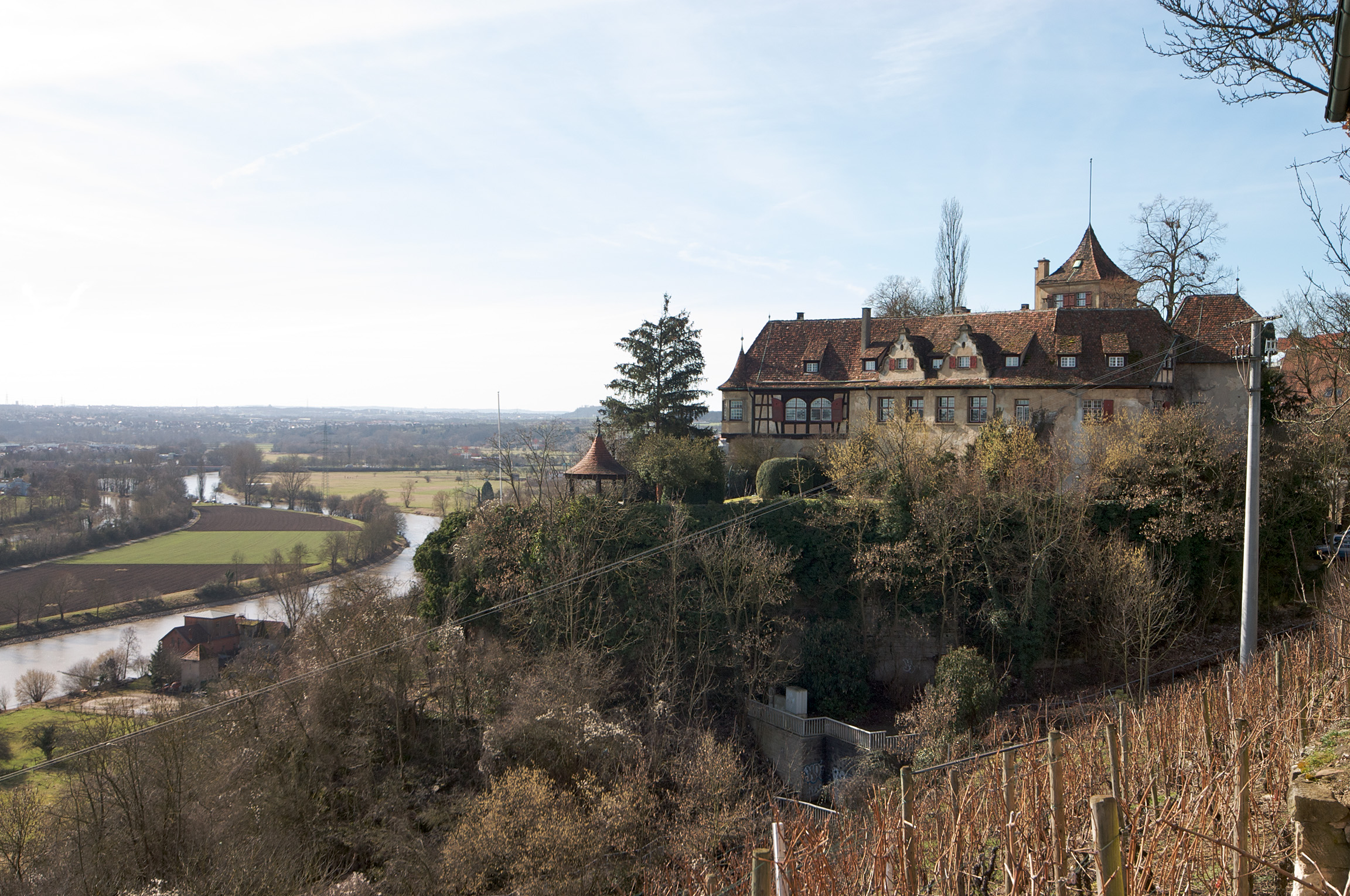
クラインインゲルスハイム城

#### グロースインゲルスハイム旧町役場
この旧町役場は、かつてはプフォルツハイム女子修道院の介護施設であった。この建物は1570年に町の所有となり、町役場に改築された。この建物は何度も改築が繰り返された。その最後は1958年であった。1995年から1996年に行政の中心は新たな建物に移された。現在旧町役場には、町の文書館が入居している。

#### グロースインゲルスハイムのマルティンス教会
マルティンス教会は、かつて高い壁に囲まれた防衛教会であった。壁は大部分が撤去されている。注目すべき防衛施設の要素としては塔や、かつての防御壁の一部が遺されている。塔の基礎部分と南壁は12世紀に造られたものである。後期ゴシック様式の内陣は、1460年頃に建設された。内陣には、1961年から1962年に修復された重要な壁絵が見られる。この壁絵には、北壁の壮大な群像、交差ヴォールトの福音史家群像、南壁の大きな壁絵が含まれる。重要なのは教会外側のトレサリーがあるかつての2階への階段である。

#### クラインインゲルスハイムのゲオルクス教会
ゲオルクス教会は、1601年にシュトゥットガルトの建築家ハンス・ブラウンの指揮下で建設された。ブラウンは、ハインリヒ・シュックハルトの協力者であった人物である。17世紀の戦争の余波で教会内部が破壊され、価値のある文物が盗まれた。特に見応えがあるのは八角形の鐘楼である。

#### クラインインゲルスハイム城
老朽化した城砦の近くに騎士カスパー・ノトハフトによって16世紀にルネサンス様式で建設された城館である。城内では夏にコンサートが開催される。この城は、南西ドイツ放送のテレビシリーズ「Die Kirche bleibt im Dorf」のロケ地である。

#### クラインインゲルスハイムの水車
この水車は、その起源を14世紀にまで遡ることができるもので、城館のすぐ麓に位置している。この水車は時代とともに何度も破壊され、再建されてきた。20世紀の初めに稼働を停止した。

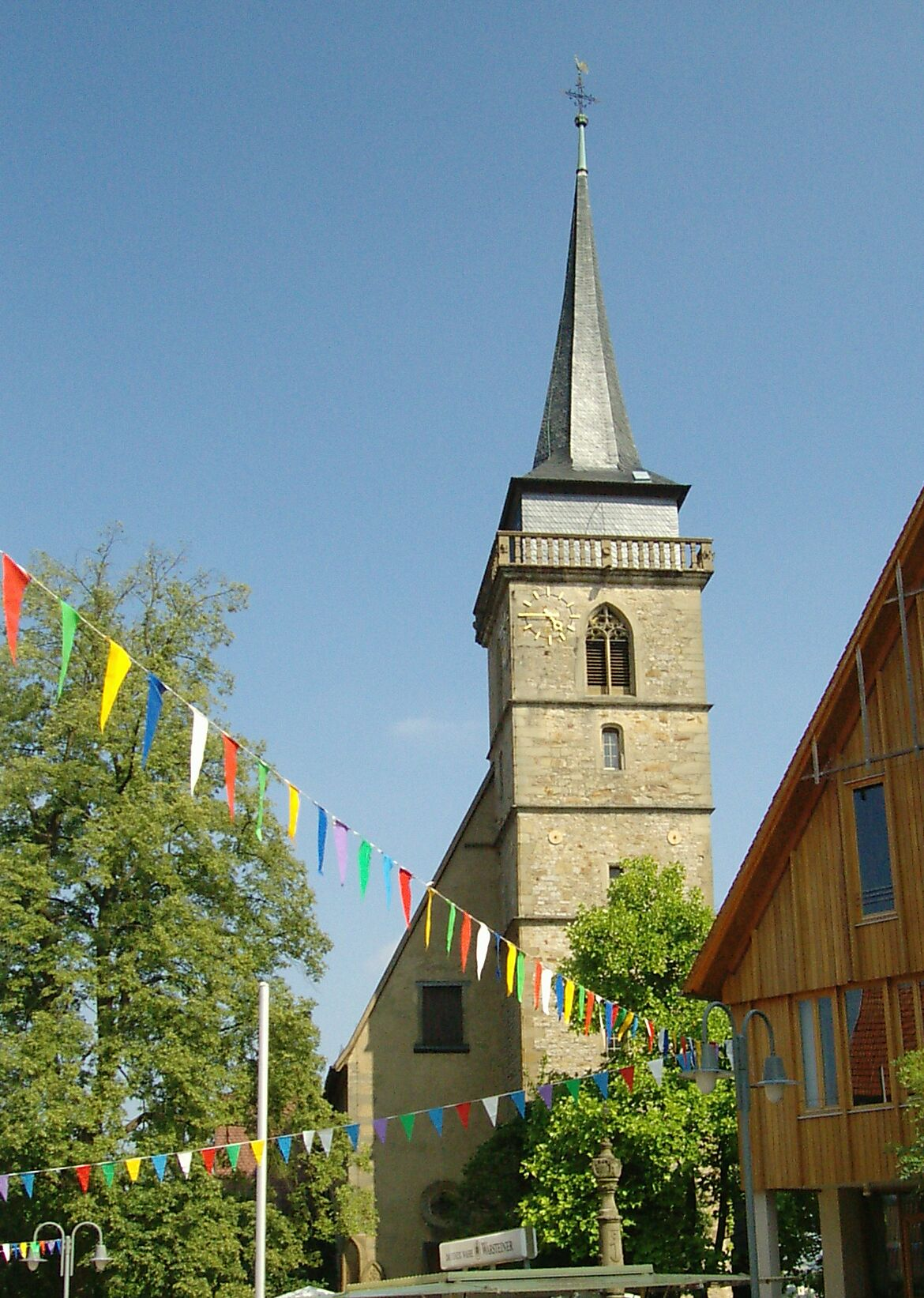
グロースインゲルスハイムのマルティンス教会
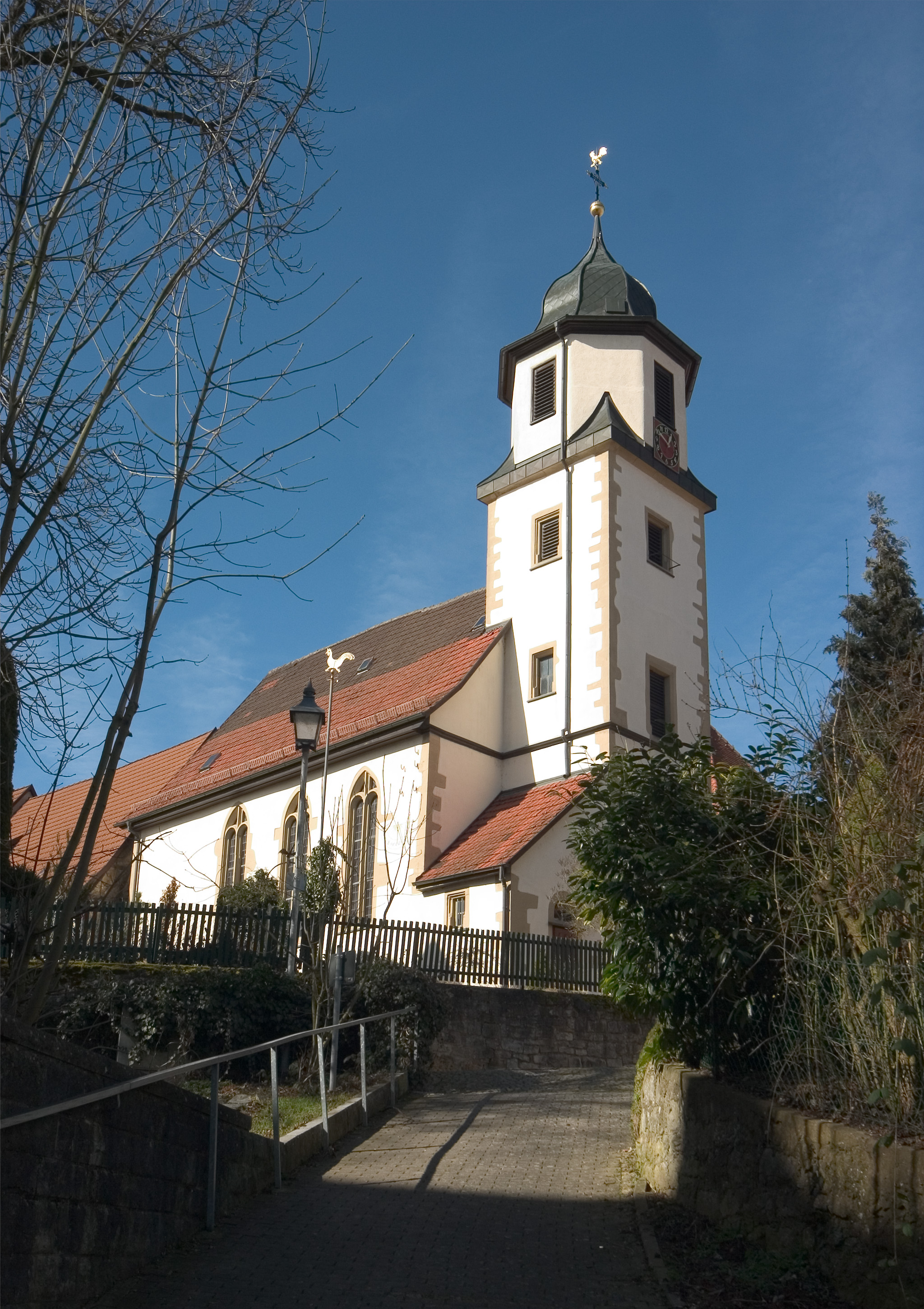
クラインインゲルスハイムのゲオルクス教会
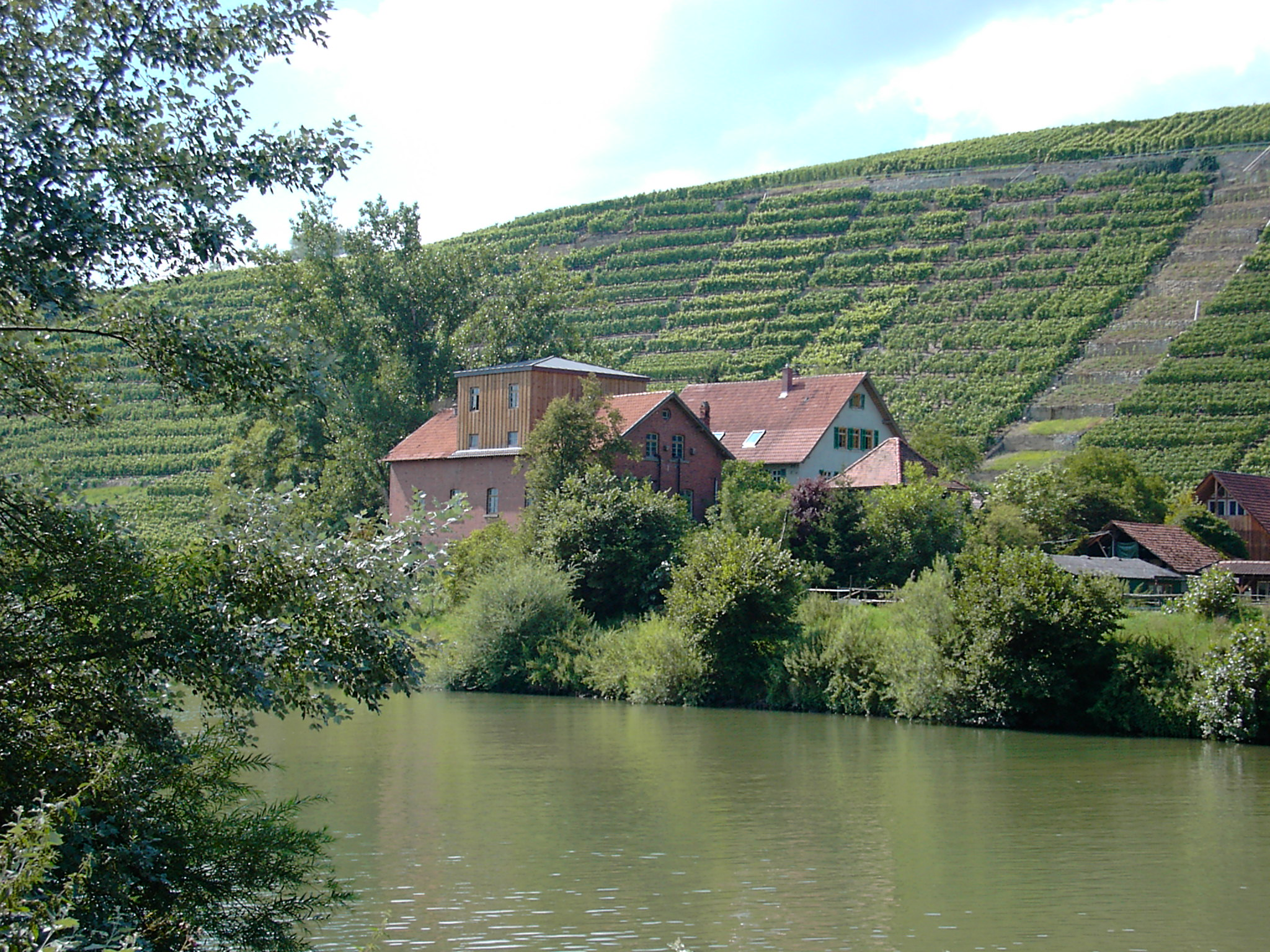
クラインインゲルスハイムの水車小屋

### 自然文化財
インゲルスハイムの草地のネッカー河畔はアルトネッカー自然保護区の一部である。これはシュトゥットガルト地方で最後のネッカー川の自然に親しむ断片である。

## 経済と社会資本

### 交通
インゲルスハイムは、車では、アウトバーン A81号線プライデルスハイム出口から州道 L1125号線経由でアクセス可能である。最寄りの駅はビーティヒハイム＝ビシンゲンにある。そこでは、州都シュトゥットガルトの S-バーン・システムに接続することができる。バスによる公共旅客交通がビーティヒハイム＝ビシンゲンや（フライベルク・アム・ネッカー経由で）ルートヴィヒスブルクまで運行している。

### 教育
インゲルスハイムには基礎課程学校シラーシューレがある。この他に幼稚園が 4園ある。上級の学校は隣接する市町村にある。

### ライフライン
グロースインゲルスハイムの電力網は EnBW レギオナル AG が、クラインインゲルスハイムの電力網は Syna GmbH が運営している。
ガス供給はグロースインゲルスハイムだけで、Syna GmbH が運営している。
上水道は、インゲルスハイムの町がいくつかの水源（エップレブルネンやタールブルネン）から地下水を汲み上げ、圧力管を通って高架水槽に水を揚げる。ここでボーデン湖水供給からの水と混合される。
下水道は、長さ 4.6 km の圧力管でビーティヒハイム＝ビシンゲン汚水処理場に運ばれ浄化される。
塵芥処理は、ルートヴィヒスブルク郡の 100 % 子会社のルートヴィヒスブルク郡塵芥処理会社 (AVL) が行っている。AVLは、ルートヴィヒスブルク郡の委託を受けてゴミの削減、再利用、廃棄といった処理を行っている。

### 経済
インゲルスハイムには、小さな手工業者や工場からなる産業地区が多くある。この町では農業（穀物、トウモロコシ、テンサイ、果樹の栽培）や伝統的なワイン作りも盛んである。クラインインゲルスハイムに支店を持つインゲルスハイム・ライフアイゼンバンク eG やルートヴィヒスブルク郡貯蓄銀行の支店がある。

### 風力発電所

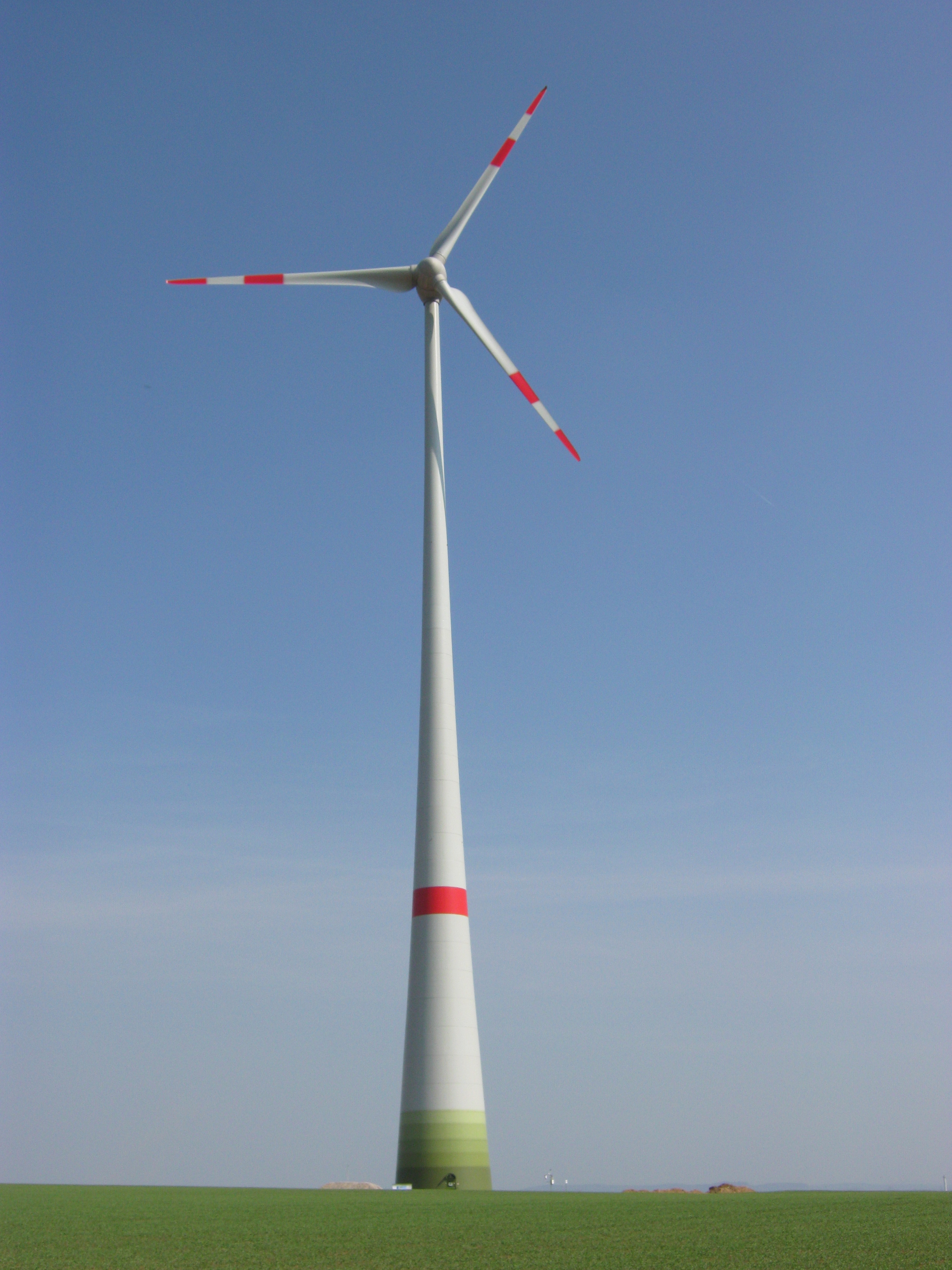
インゲルスハイム風力発電所

2012年4月までに、インゲルスハイムの高台に風力発電所が建設された。この施設は州道 L1113号線（ベージヒハイマー通り）に近い、グロースインゲルスハイムから北に約 1 km、クラインインゲルスハイムから西に約 1.5 km、ベージヒハイムのフーザレンホーフの南 500 m に位置する。土台は海抜約 300 m である。
運営と管理はインゲルスハイム・エネルギー同業組合が行っている。このエネルギー同業組合には、自己申告で、360者以上が参加している。参加者はそれぞれ2500ユーロ以上を出資する。参加者の 75 % 以上がインゲルスハイム、それ以外は周辺の近隣市町村にいる。

#### 技術的データ
この施設は、Typ Enercon E-82、回転軸の高さ 138.6 m、マストの高さ 179.6 m で、2 MW の電力を発電する。このタイプの施設は現在、ドイツの多くの風力発電施設で用いられているものである。この発電機は直径 19.6 m、深さ 3.45 m の鉄筋コンクリート製の土台に建っている。下部は鉄筋コンクリートで強化され、上部は鋼鉄製のマストの全重量は 1,650 t である。マシーンハウスの重量は 120.4 t である。この発電機は、2012年4月現在、シュトゥットガルト地方で、アルトバッハ発電所の煙突、シュトゥットガルト・テレビ塔、フラウエンコプフの通信塔、シュトゥットガルト＝ミュンスター発電所の煙突に次いで5番目に高い建物である。
電力網への送電は、同じく Enercon製のインバーターを介して行われる。送電所は風力発電所の西約 200 m に位置している。

## 関連文書
- Harald Stark (2006). Die Familie Notthafft – auf Spurensuche im Egerland, in Bayern und Schwaben. Weißenstadt. ISBN 978-3-926621-46-7
- Richard Stein (1903). Geschichte der Ortschaften Groß- und Kleiningersheim. Stuttgart

これらの文献は、翻訳元であるドイツ語版の参考文献として挙げられていたものであり、日本語版作成に際し直接参照してはおりません。